# Táleb Nematpur
Táleb Nematpur (* 19. září 1984 Kúhdašt) je bývalý íránský zápasník – klasik.

## Sportovní kariéra
Zápasu řecko-římskému se věnoval od 16 let. V íránské mužské reprezentaci se prosazoval od roku 2006 ve váze do 84 kg. V roce 2008 a 2012 se do íránského olympijského týmu nevešel. V roce 2014 jako úřadující mistr světa byl v červnu pozitivně testován na anabolický steroid epi-trenbolone. Obdržel dvouletý zákaz startu, který byl v roce 2015 změněn na doživotní. Důvodem bylo zpětné zjištění jeho prvního pochybení z roku 2002.

## Výsledky
| Turnaj            | 2008 | 2009 | 2010 | 2011 | 2012 | 2013 |
| Turnaj            | 24   | 25   | 26   | 27   | 28   | 29   |
| Turnaj            | -84  | -84  | -84  | -84  | -84  | -84  |
| ----------------- | ---- | ---- | ---- | ---- | ---- | ---- |
| Olympijské hry    | —    |      |      |      | —    |      |
| Mistrovství světa |      | —    | úč.  | —    |      | 1.   |
| Asijské hry       |      |      | 1.   |      |      |      |
| Mistrovství Asie  | 2.   | 1.   | —    | —    | —    | 3.   |